# Dunkin'
Dunkin' è una catena statunitense di venditori internazionali di caffè e di ciambelle (donut, in inglese) fondata nel 1950 a Quincy, Massachusetts, da William Rosenberg.

## Storia
Nel 1946 William Rosenberg fondò un'industria che consegnava pasti e "snack per le pause caffè" ai clienti nella zona di Boston, Massachusetts. Il business ebbe successo e, così, Rosenberg decise di aprire il suo primo coffee&donut-shop denominato The Open Kettle (letteralmente "il bollitore aperto"). Nel 1950 aprì il primo negozio a marchio Dunkin' Donuts, che si trova tuttora a Quincy, Massachusetts. Dalla fine degli anni novanta, l'azienda è stata colpita da scandali concernenti l'assunzione nei negozi statunitensi di immigrati clandestini a basso prezzo.
Dunkin' Donuts, unitamente a Togo's e Baskin-Robbins, è stata di proprietà della Dunkin' Brands Inc. Precedentemente, apparteneva alla Allied Domecq Quick Service Restaurants, (che fa parte di Allied Domecq). In seguito, Dunkin' Brands divenne proprietà della compagnia di bevande francese Pernod Ricard S.A. e, nel dicembre 2005, venne venduta a un consorzio di tre società: Bain Capital Partners, Carlyle Group e Thomas H. Lee Partners, che ha chiuso i battenti nel primo quadrimestre del 2006.
Ad aprile 2018, Dunkin' Donuts si è alleata con il produttore di scarpe del Massachusetts, Saucony, per realizzare una scarpa da corsa a tema ciambella glassata alla fragola, in occasione della 122ª edizione della Maratona di Boston. La Saucony X Dunkin’ Kinvara 9 veniva confezionata in una scatola a forma di ciambella e il tallone della scarpa era decorato con codette arcobaleno.
Ad inizio 2019 l'azienda cambia nome in Dunkin', eliminando la parola "Donuts" per comunicare di possere un'offerta che va al di là delle sole ciambelle.

## Alcuni film in cui appare il simbolo Dunkin' Donuts
- Scream - Chi urla muore, regia di Wes Craven, 1996: appare quando Dewey e Sidney sono in stazione di polizia.
- Il cacciatore di ex, regia di Andy Tennant, 2010: appare quando Nicole scappa dall'udienza per andare sotto alla cavalcavia.
- Iron Man 2, regia di Jon Favreau, 2010: Tony Stark compare sulla ciambella prima di incontrare Nick Fury.
- I soldi degli altri, regia di Norman Jewison, 1991: Danny DeVito ha spesso fra le mani scatole da dodici pezzi dei famosi Dunkin' Donuts.
- Jack e Jill, regia di Dennis Dugan, 2011: appare quando Jack mostra ad Al Pacino la pubblicità del "Dunkaccino".
- Men in Black 3, regia di B. Sonnenfeld, 2012: mentre J e K sono in macchina di sera, sulla destra dello schermo si intravede per poco il logo Dunkin' Donuts.
- 21, regia di Robert Luketic, 2008: quando Ben incontra i suoi amici per provare il prototipo del loro sistema auto-guidato, uno di loro sta bevendo da un bicchiere di Dunkin' Donuts.

## Menù di Dunkin'
Dunkin' Donuts ha ampliato il suo menù oltre le sole ciambelle, offrendo una vasta gamma di panini per la colazione, caffè, cappucci e frappè in vari gusti, frittelle e i Munchkins, bocconcini di ciambella, disponibili in una varietà di gusti come glassati, zuccherati, ripieni di marmellata e al cioccolato.
L'offerta di Dunkin' include anche classici come i bagel con formaggio spalmabile e muffins.

## Distribuzione

Stati in cui si trova la catena in fuxia, Stati dove ce ne sono stati in passato in nero

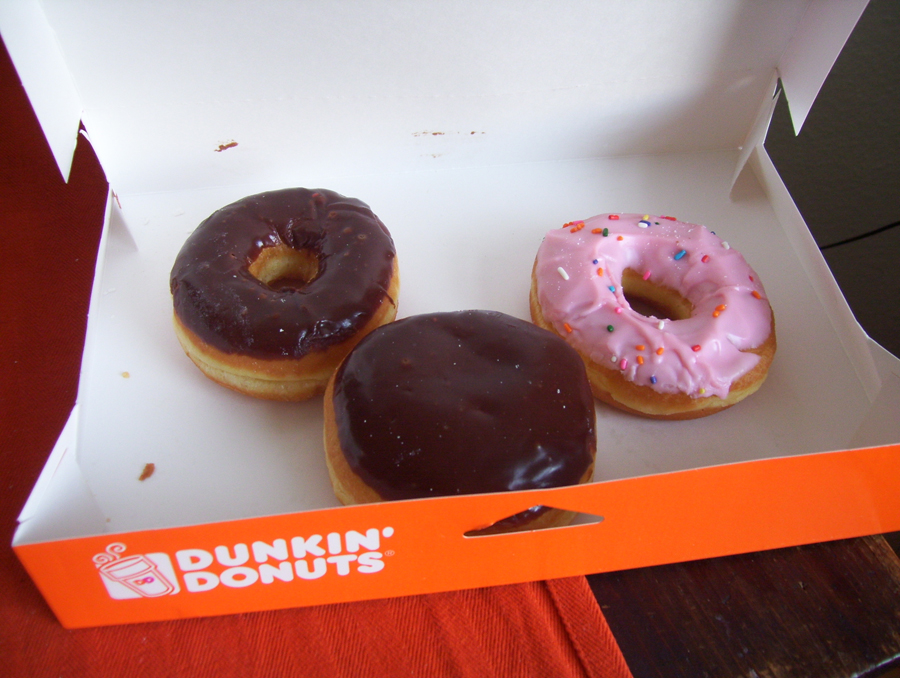
Varie ciambelle Dunkin' Donuts

È considerata "la maggior catena di caffetterie e prodotti da forno al mondo" servendo ogni giorno 2,7 milioni di clienti in uno dei 6 200 negozi sparsi sul globo. La filosofia di Dunkin' Donuts è differente rispetto a quella di un altro grande leader: Starbucks. Infatti, la produzione di Starbucks avviene solo all'esterno dei suoi 20 124 negozi. La maggior parte dei negozi Dunkin' Donuts sono in franchising.

### Italia

Logo di Dunkin' Donuts utilizzato fino a fine 2018.

Nell'estate del 1999 anche in Italia (più precisamente nella città di Roma) nacquero alcuni negozi Dunkin' Donuts: Stazione Termini, Fontana di Trevi, Corso Francia, via Aurelia, Centro commerciale "I Granai" e sul pontile di Ostia. Il 18 aprile 2002 il Tribunale di Milano ha dichiarato il fallimento della Sweet&Co srl, società che gestiva Dunkin' Donuts in Italia.
Attualmente, in Italia esiste un solo punto vendita Dunkin' situato dentro Camp Ederle, una base militare dell'Esercito degli Stati Uniti situata a Vicenza. Il punto vendita è riservato solo al personale militare americano e tecnici operatori della base.

## Resto del mondo
I negozi Dunkin' Donuts sono situati soprattutto negli Stati nord e centro-orientali degli Stati Uniti. Dunkin Donuts Menu serves Classic Donuts, Premium Donuts, Munchkins Bucket, Hot and Cold Beverages, Poppins Tea, Kiddie Pearl, Combos, Bunwich & Croissant, and Waffles.
- Aruba
- Austria
- Belgio
- Bahrein
- Bahamas
- Brasile: (Come Dunkin' Donuts e Café Donuts)
- Bulgaria
- Canada
- Isole Cayman (2006)
- Cile
- Cina (2008)
- Colombia
- Ecuador
- Egitto
- Germania
- Georgia
- Honduras
- Indonesia
- Giappone
- Corea del Sud
- Kuwait (2006)
- Libano
- Malaysia

- Messico
- Nuova Zelanda
- Paesi Bassi
- Pakistan
- Panama
- Svizzera
- Perù (1996)
- Filippine (1981)
- Polonia
- Porto Rico
- Russia[5] (1995–1996, 2010-)
- Oman (2008)
- Qatar
- Arabia Saudita
- Spagna (Come Dunkin' Coffee, per problemi di marchio)
- Singapore
- Thailandia
- Turchia
- Emirati Arabi Uniti
- Stati Uniti
- Regno Unito